# Sidney Peake
Sidney James Peake (ur. 7 marca 1882, zm. 1 sierpnia 1941) – brytyjski zapaśnik walczący w stylu wolnym. Olimpijczyk z Londynu 1908, gdzie zajął piąte miejsce w wadze piórkowej.

## Letnie Igrzyska Olimpijskie 1908
| Konkurencja        | Rundy eliminacyjne | Rundy eliminacyjne | Klas. końcowa |
| Konkurencja        | 1/8                | 1/4                | Miejsce       |
| ------------------ | ------------------ | ------------------ | ------------- |
| 60,3 kg styl wolny | Wolny los Z        | John Slim (GBR) P  | 5.            |